# ScummVM
ScummVM é um software/máquina virtual que visa oferecer suporte para rodar jogos antigos da Lucas Arts. Tais jogos são incompatíveis com os sistemas operacionais modernos de hoje pois fazem exigências exóticas sobre memória. Para utilizar o ScummVM, basta ter o CD-ROM ou os disquetes dos jogos que se deseja rodar e carregá-los no programa fazendo os ajustes necessários.

## Jogos compatíveis com o ScummVM
Os jogos a seguir são compatíveis com o programa.

### Jogos SCUMM da LucasArts
- The Curse of Monkey Island
- Maniac Mansion: Day of the Tentacle
- The Dig
- Full Throttle
- Indiana Jones and the Fate of Atlantis
- Indiana Jones and the Last Crusade: The Graphic Adventure
- Loom
- Maniac Mansion
- Monkey Island 2: LeChuck's Revenge
- Sam & Max Hit the Road
- The Secret of Monkey Island
- Zak McKracken and the Alien Mindbenders

### Jogos da Sierra On-Line
- The Black Cauldron
- Gold Rush!
- King's Quest: Quest for the Crown
- King's Quest II: Romancing the Throne
- King's Quest III: To Heir Is Human
- King's Quest IV: The Perils of Rosella
- Leisure Suit Larry in the Land of the Lounge Lizards
- Manhunter: New York (desenvolvido pela Evryware)
- Manhunter 2: San Francisco (desenvolvido pela Evryware)
- Mickey's Space Adventure
- Mixed-Up Mother Goose
- Playtoons 1: Uncle Archibald
- Playtoons 2: The Case of the Counterfeit Collaborator
- Playtoons 3: The Secret of the Castle
- Playtoons 4: The Mandarin Prince
- Playtoons 5: The Stone of Wakan
- Police Quest: In Pursuit of the Death Angel
- Space Quest: The Sarien Encounter
- Space Quest II: Vohaul's Revenge
- Troll's Tale
- Winnie the Pooh in the Hundred Acre Wood

### Outros desenvolvedores
Vários jogos da Humongous Entertainment usam o sistema SCUMM, e são compatíveis com o ScummVM, que é compatível também com os seguintes jogos:
- Bargon Attack
- Beneath a Steel Sky
- Broken Sword: The Shadow of the Templars
- Broken Sword II: The Smoking Mirror
- Bud Tucker in Double Trouble
- Cruise for a Corpse
- Discworld
- Discworld 2
- Dragon History
- Drascula: The Vampire Strikes Back
- Elvira: Mistress of the Dark
- Elvira II: The Jaws of Cerberus
- Flight of the Amazon Queen
- Future Wars
- Gobliiins
- Gobliins 2: The Prince Buffoon
- Goblins Quest 3
- I Have No Mouth, and I Must Scream
- Inherit the Earth: Quest for the Orb
- Leather Goddesses of Phobos 2: Gas Pump Girls Meet the Pulsating Inconvenience from Planet X!
- Lost in Time
- Lure of the Temptress
- The Manhole
- Nippon Safes Inc.
- Return to Zork
- Rodney's Funscreen
- Simon the Sorcerer
- Simon the Sorcerer II: The Lion, the Wizard and the Wardrobe
- Simon the Sorcerer's Puzzle Pack
- Teen Agent
- The 7th Guest
- The Bizarre Adventures of Woodruff and the Schnibble
- The Feeble Files
- The Legend of Kyrandia Book One
- The Legend of Kyrandia Book Two: The Hand of Fate
- The Legend of Kyrandia Book Three: Malcolm's Revenge
- Touché: The Adventures of the Fifth Musketeer
- Waxworks (a.k.a. Elvira 3)
- Ween: The Prophecy